# Roccamorice
Roccamorice é uma comuna italiana da região dos Abruzos, província de Pescara, com cerca de 1.006 habitantes. Estende-se por uma área de 24 km², tendo uma densidade populacional de 42 hab/km². Faz fronteira com Abbateggio, Caramanico Terme, Lettomanoppello, Pennapiedimonte (CH), Pretoro (CH).

## Demografia
| Variação demográfica do município entre 1861 e 2011                               |
|                                                                                   |
| Fonte: Istituto Nazionale di Statistica (ISTAT) - Elaboração gráfica da Wikipedia |